# Tiszainoka
Tiszainoka község az Észak-Alföldi régióban, Jász-Nagykun-Szolnok vármegye Kunszentmártoni járásában.

## Fekvése
Az Alföldön, a megye délnyugati sarkában, a Tiszazugban, a Tisza bal partján fekszik, Szolnoktól mintegy 40 kilométerre. A szomszédos települések: Tiszakürt, Cserkeszőlő, Nagyrév és Cibakháza. A legközelebbi városok: Kunszentmárton, Tiszaföldvár, illetve a Tisza jobb partján Tiszakécske (már Bács-Kiskun vármegye területén).

### Megközelítése
Közúton a 44-es főút felől a 4515-ös úton érhető el, a 442-es főút régi nyomvonala (a mai 4633-as út felől pedig a 46 145-ös számú mellékúton érhető el.
A közúti tömegközlekedést a Volánbusz autóbuszai biztosítják.
Vasútvonal nem vezet át a településen. A legközelebbi vasútállomás a körülbelül 17 kilométerre lévő Kunszentmártonban található, a MÁV 130-as számú Szolnok–Hódmezővásárhely–Makó-vasútvonala és a 146-os számú, Kiskunfélegyháza–Kunszentmárton-vasútvonal közös szakaszán.
A község mellett drótköteles komp és révész segítségével lehet átkelni a Tiszán Tiszakécskére. A kompon személy, illetve motorkerékpár és kerékpár szállítása lehetséges. Az átkelő március 1. és október 31. között, napkeltétől napnyugtáig üzemel. A komp igény szerinti gyakorisággal közlekedik a két part között. A kompátkelőhöz a faluból a 46 145-ös út vezet, a túlparti kompkikötőt a 46 327-es út szolgálja ki, amely Tiszakécske központjában ágazik ki a 4625-ös útból.

## Története
Első írásos említése 1450-ből származik, Inatha alakban. Ekkor Hunyadi János kormányzó a Gercse családnak adományozta.
A 18. század folyamán felvidéki és békési telepesek érkeztek a községbe.
1872-ben nagyközségi rangot kapott.

## Közélete

### Polgármesterei
- 1990–1994: Rottmayer Gusztáv (független)[3]
- 1994–1998: Rottmayer Gusztáv (független)[4]
- 1998–2002: Pfeffer Ferenc (NOE)[5]
- 2002–2006: Pfeffer Ferenc (MDF-Fidesz)[6]
- 2006–2010: Szendreiné Kiss Erzsébet (független)[7]
- 2010–2014: Szendreiné Kiss Erzsébet (független)[8]
- 2014–2019: Szendreiné Kiss Erzsébet (független)[9]
- 2019–2024: Kiss Erzsébet Eliza (független)[10]
- 2024– : Kiss Erzsébet Eliza (független)[1]

1998. augusztus és október között a tisztség megüresedett Rottmayer Gusztáv polgármester halála miatt.

## Népesség
A település népességének változása:
| Lakosok száma | 402  | 405  | 384  | 395  | 377  | 393  | 397  |
|               | 2013 | 2014 | 2017 | 2021 | 2022 | 2023 | 2024 |

2001-ben a település lakosságának 96%-a magyar, 2%-a cigány, 1%-a német és 1%-a román nemzetiségűnek vallotta magát.
A 2011-es népszámlálás során a lakosok 95,4%-a magyarnak, 9,7% cigánynak, 0,7% németnek, 1% románnak, 0,2% szlováknak mondta magát (4,6% nem nyilatkozott; a kettős identitások miatt a végösszeg nagyobb lehet 100%-nál).
2022-ben a lakosság 92,6%-a vallotta magát magyarnak, 12,2% cigánynak, 1,1% ukránnak, 0,3% németnek, 0,3% horvátnak, 1,9% egyéb, nem hazai nemzetiségűnek (6,9% nem nyilatkozott; a kettős identitások miatt a végösszeg nagyobb lehet 100%-nál). Vallásuk szerint 16,2% volt református, 13,5% római katolikus, 0,8% görög katolikus, 0,5% ortodox, 4,2% egyéb katolikus, 30,2% felekezeten kívüli (34,5% nem válaszolt).

## Vallás
A 2001-es népszámlálás adatai lapján a lakosság kb. 34%-a református, kb. 30,5%-a római katolikus vallású. Nem tartozik egyetlen egyházhoz vagy felekezethez sem, illetve nem válaszolt kb. 35,5%.
2011-ben a vallási megoszlás a következő volt: római katolikus 30,6%, református 31,8%, evangélikus 0,2%, felekezeten kívüli 23,3% (13,6% nem nyilatkozott).

### Református egyház
A Tiszántúli Református Egyházkerület (püspökség) Nagykunsági Református Egyházmegyéjébe (esperesség) tartozik, mint önálló anyaegyházközség.

### Római katolikus egyház
A Váci Egyházmegye (püspökség) Szolnoki Főesperességének Szolnoki Esperesi Kerületéhez tartozó Cibakházi Plébánia filiája.

### Evangélikus egyház
A Déli Evangélikus Egyházmegye (püspökség) Nyugat-Békési Egyházmegyéjének (esperesség) Tiszaföldvári Evangélikus Egyházközségéhez tartozik, mint szórvány.

## Természeti értékek
- A Tisza folyó és árterülete a Közép-Tiszai Tájvédelmi Körzet része.
- Tiszavirágzás.

## Nevezetességei
- Református templom: 1787-ben épült. Homlokzat előtti tornya 1794-ben épült.
- Szoborkert.
- Második világháborús emlékmű.

## Civil szervezetek
- Polgárőr Egyesület
- Szőke Tisza Nyugdíjas Klub

## ELTE Apáczai iskolai tábor
A település otthont ad az ELTE Apáczai Csere János Gyakorlógimnázium és Kollégium iskolai táborának. A diákok egész nyáron táboroznak, az évek során baráti viszonyt alakítottak ki a helyiekkel.

## Sport

### Labdarúgás
A focicsapat a Jász-Nagykun-Szolnok vármegyei III. osztályban szerepel.

## Szabadidő
- Itt található a környék egyik legszebb homokos tiszai szabad strandja.
- A településen lehetőség van Tiszakürtig rövid hajókirándulásokat tenni a Tiszán a Csámpa nevű, 11 személyes kishajóval. (Ez a hajó vezeti a kompot is.)
- Falunap.

## Külső hivatkozások
- Tiszainoka honlapja
- Tiszainoka térképe Archiválva 2008. június 21-i dátummal a Wayback Machine-ben
- Tiszainoka az utazom.com honlapján